# Hans Knauer (Entertainer)
Hans Knauer (* 10. Juli 1932 in Leipzig; † 10. März 2015 in Lohmen) war ein deutscher Entertainer, Kabarettist, Autor, Sänger und Komponist. Im DDR-Fernsehen gehörte er zur Stammbesetzung der Sendung „Klock 8, Achtern Strom“.

## Leben
Beeinflusst durch seinen Vater, der selbst Geige spielte, befasste sich Hans Knauer schon seit der Kindheit mit Musik. Unter anderem erlernte er Gitarre und Akkordeon. 1949 war er Konzertmeister eines Schülerorchesters. Im Jahr 1953 begann er ein Musikstudium mit Schwerpunkt Komposition, das er jedoch nicht abschloss.
Für das Leipziger Theater komponierte er ab 1956 Bühnenmusik. Daneben verfasste er Gedichte und Texte fürs Kabarett, unter anderem für Die Distel. Von 1970 bis zur Einstellung der Sendung 1990 trat er als Barkeeper der Hafenbar in der Unterhaltungssendereihe Klock 8, achtern Strom des Deutschen Fernsehfunks auf und erreichte damit einen hohen Bekanntheitsgrad in der DDR. Von 1974 bis 2004 trat er mit seiner Solo-Show  unter dem Titel  Hans Knauer und die Gruppe Ich auf. Er verfasste mehrere Bücher mit humoristischen Gedichten, vor allem Limericks.
Hans Knauer lebte lange Zeit in Hinzenhagen in Mecklenburg-Vorpommern, bis er nach dem Tod seiner Frau im Jahr 2007 und aufgrund seiner Alzheimererkrankung in ein Altersheim umzog und schließlich im Frühjahr 2015 dort verstarb.

## Schriften
- Ein frecher Mix von Limericks. Klatschmohn, 2002, ISBN 3-933574-46-3
- Dresdner Limericks. Ch. Hille, 2005, ISBN 3-932858-70-0
- Lästerhafte  Limericks. 2005, ISBN 3-9807079-0-3
- Jedes Brett kommt mal vor einen Kopf